# Платонівка (Ніжинський район)
Плато́нівка (до 2016 — Кі́ровка) — село в Україні, у Макіївській сільській громаді Ніжинського району Чернігівської області. До 2020 орган місцевого самоврядування — Степовохутірська сільська рада.
На мапі 1935 року на місці села - хутора Носівські. На мапі 1941 року - радгосп Платонівка.
У Платонівці похований Динник Степан Іванович (1915—1978) – учасник Німецько-радянської війни, Герой Соціалістичної Праці, бригадир Носівського бурякорадгоспу, майстер з вирощування високих врожаїв зернових культур.
19 травня 2016 року Верховна Рада України прийняла постанову Про перейменування окремих населених пунктів та районів, у наслідок чого село Кіровка Носівського району перейменоване у село Платонівка.

## Населення
На 2001 рік – 195